# Кудинов, Валентин Иванович (нефтяник)
Валентин Иванович Кудинов (24 мая 1931 — 19 мая 2017) — советский и российский инженер и учёный, доктор технических наук, профессор, заслуженный деятель науки и техники РФ, лауреат Государственной премии РФ и Премии Правительства РФ, почётный работник высшего образования РФ. Почётный гражданин Удмуртской Республики.

## Биография
Родился 24 мая 1931 года в селе Ново-Павловка Куйбышевской области.
Окончил Куйбышевский индустриальный институт (1958).
- 1958—1963 — инженер, главный инженер управления «Чапаевскнефть» объединения «Куйбышевнефть»;
- 1963—1973 — главный инженер объединения «Оренбургнефть»;
- 1973—1995 — начальник, генеральный директор объединения «Удмуртнефть»;
- 1995—1999 — президент, председатель совета директоров, член совета директоров ОАО «Удмуртнефть».

С 1993 года заведующий кафедрой разработки нефтяных и газовых месторождений Удмуртского государственного университета.
С 2008 года председатель Общественной палаты Удмуртии.

## Награды и премии
Заслуженный деятель науки и техники РФ, лауреат Государственной премии РФ (1999 — за создание и промышленное внедрение высокоэффективных технологий разработки месторождений вязких нефтей) и Премии Правительства РФ, отличник народного образования РФ, почётный работник высшего образования РФ.
Награждён орденом Ленина, двумя орденами Трудового Красного Знамени, орденами «Знак Почёта» и «Орден Дружбы», медалями.
2 ноября 1998 года Кудинову Валентину Ивановичу присвоено почётное звание «Почётный гражданин Удмуртской Республики».
Скончался 19 мая 2017 года. Похоронен на территории Александро-Невского собора города Ижевска.

## Публикации
Соавтор 38 изобретений, более 200 научных работ, в том числе 7 монографий.
Автор книг:
- Кудинов В. И. «Основы нефтегазопромыслового дела», изд. «ИКИ», 2004, с. 720. Тираж 700 экз. ISBN 5-93972-333-0.

## Память
В 2017 году именем В.И. Кудинова названа улица в Ижевске.
В 2018 году в Ижевске был открыт Сквер нефтяников им. В.И. Кудинова, в котором была установлена его скульптура.
В 2021 году имя В.И. Кудинова было присвоено компании «Удмуртнефть».
В городе Воткинске в честь него имеется общеобразовательная школа №12